# Публий Лигарий
Пу́блий Лига́рий (лат. Publius Ligarius; погиб в феврале 46 года до н. э. близ Гадрумета, Африка) — римский военный, участник гражданской войны 49—45 годов до н. э.

## Биография
Публий Лигарий принадлежал к незнатному плебейскому роду, происходившему из страны сабинов. Согласно одной из версий, убийца Гая Юлия Цезаря Квинт Лигарий и квестор (предположительно в 56 году до н. э.) Тит Лигарий были его братьями.
Публий участвовал в гражданской войне между Цезарем и Гнеем Помпеем Великим на стороне последнего. В 49 году до н. э. Лигарий сражался в Испании под началом Луция Афрания. При Илерде он сдался Цезарю вместе со всей армией и был отпущен после того, как поклялся не брать больше в руки оружие. Эту клятву Публий вскоре нарушил: он уехал на Балканы, где присоединился к Помпею, а после разгрома при Фарсале бежал в Африку. Там в феврале 46 года до н. э. цезарианцы снова взяли его в плен — на борту корабля, захваченного ими близ Гадрумета. На этот раз Гай Юлий приказал его казнить «за вероломство и предательство».